# کوراشو
کوراشو (به لهستانی:  Kuraszew) یک روستا در لهستان است که در گمینا ووخنگ واقع شده‌است.